# Озонна зброя
Озонна зброя — гіпотетичний вид геофізичної зброї, яка може застосовуватися в цілях значної зміни умов для існування органічного життя і протікання біологічних процесів на певних географічних територіях шляхом створення над ними сприятливих умов для проходження жорсткого сонячного випромінювання (ультрафіолетової частини спетру) крізь атмосферу до поверхні планети. Як правило, суть впливу полягає у зміні швидкості утворення озонового шару у стратосфері за допомогою доставки до нього певних хімічних реагентів (наприклад сполук водню, оксиду азоту і багатьох інших), а також — технічних засобів їх розпиляня. Як засоби доставки можуть бути вибрані космічні засоби, аеростати, ракетні системи, артилерійські або реактивні снаряди, розпиляння можна здійснювати вибухом або спеціальними розпилювачами.
Знищення озонового шару над територією супротивника може призвести до цілого ряду негативних наслідків, серед яких особливо відзначають:
- ураження цивільного населення, рослинного і тваринного світу[2],
- пониження середньої температури і підвищення вологості, що особливо небезпечно для районів критичного і нестійкого землеробства[3],
- зміни теплового балансу в атмосфері.

Передбачається, що дія сонячної радіації спочатку відіб'ється на зниженні продуктивності тварин і сільськогосподарських рослин. Підвищення фону ультрафіолетової радіації в плині значного часу згубним чином позначається на клітинних структурах біологічних організмів і на їх механізмах передачі спадковості, призводить до опіків шкіри та різкого підвищення ризику виникнення онкологічних захворювань.
Ключовою особливістю озонної зброї є необхідність точного узгодження висоти та координат району розпилення хімічних реагентів з часом доби, сезоном року і чинниками, що впливають на стан атмосфери в районі застосування цих засобів. Можливість оцінки наслідків застосування озонної зброї представляє принципову складність, що є однією з причин, які ускладнюють її розробку.
Проте, створення і застосування озонної зброї підпадають під дію Конвенції ООН про заборону військового або будь-якого іншого ворожого використання засобів впливу на природне середовище від 1977 року.

## Ресурси Інтернету
- Озонное оружие. Энциклопедия (русский) . Вебсайт Министерства Обороны Российской Федерации. Процитовано 21 серпня 2016.
- Оружие озонное (русский) . Вебсайт Министерства чрезвычайных ситуаций Российской Федерации. Архів оригіналу за 20 вересня 2016. Процитовано 21 серпня 2016.
- 1.4. Общие сведения об оружии, основанном на новых физических принципах. Электронный учебно-методический комплекс «Радиационная химическая и биологическая защита» (русский) . Вебсайт Института военного образования ННГУ им. Н. И. Лобачевского. Процитовано 21 серпня 2016.

## Зноски
1. 1 2 3 4 5  Озонное оружие / Отв. ред. Грачёв П. С. — М.: — Воен. изд-во, 2002. — Т. 6. — 33 с. — (Военная энциклопедия).
2. 1 2   Антоненчик Н. Н. Оружие на новых физических принципах  // Интерэкспо Гео-Сибирь. — 2012. — Т. 5, № 2.
3. 1 2  Слипченко В. И. Оружие на новых физических принципах в войнах будущего // Войны нового поколения: дистанционные бесконтактные. — М.: ОЛМА-ПРЕСС Образование, 2004. — С. 102—103.